# Лецкой, Алексей Петрович
Алексей Петрович Лецкой (Лецкий) (1725 — 5 мая 1800) — первый гражданский губернатор Калужского наместничества в 1776—1782, генерал-майор (1777).
С 1747 года на военной службе. Участник Семилетней войны (капитан артиллерии). С 1764 года — подполковник артиллерии. В 1764—1771 обер-кригскомиссар в главной канцелярии артиллерии и фортификации и в артиллерийском корпусе. С 1771 года — бригадир.
В 1774—1776 годах — оберкомендант Казанской крепости, отстоял её от войск Пугачева.
С 31 октября 1776 по 28 июля 1782 года — гражданский губернатор Калужского наместничества. Генерал-майор (1777).
После выхода в отставку жил в Казани. В его доме (маленьком — одноэтажном, на 5 окон, не сохранился) в мае 1798 останавливался и жил в течение недели император Павел I. По его повелению улица была названа в честь Лецкого. (Большая и Малая Лецкая улицы, назывались так до 1924, сейчас — улица Горького). Сохранился сад генерала — он и сегодня называется Лядским садом.
Алексей Петрович Лецкой умер 5 мая 1800 г., похоронен в Казанском Зилантовом монастыре.
Жена — Лецкая Авдотья Васильевна, ум. 2 октября 1807 г. в возрасте 70 лет.